# کورو (شهر)
کورو (به ترکی استانبولی: Koru) شهری است در کشور ترکیه که در استان یالوا واقع شده‌است. جمعیت این شهر بر اساس سرشماری سال ۲۰۰۸ میلادی ۶٬۸۱۰ نفر و بر اساس برآوردهای سال ۲۰۰۹ میلادی ۸٬۶۱۴ نفر می‌باشد.